# Romana Deckenbacher
Romana Deckenbacher (nascida a 14 de Janeiro de 1967) é uma política austríaca do Partido Popular que desempenha funções como membro do Conselho Nacional desde que foi eleita em 2020. De 2016 a 2022, foi vereadora distrital de Brigittenau.
Romana já trabalhou como educadora, tendo formação superior em educação e pedagogia. Também já trabalhou posições de chefia e coordenação em sindicatos.